# Jiang Chunli
Jiang Chunli (chiń. 姜春麗; ur. 2 marca 1981) – chińska biegaczka narciarska. Była uczestniczką Mistrzostw świata w narciarstwie klasycznym w Oberstdorfie (2005), a także Zimowych Igrzysk Olimpijskich w Turynie (2006).

## Osiągnięcia

### Igrzyska olimpijskie
| Miejsce | Dzień     | Rok  | Miejscowość | Konkurencja                        | Czas biegu  | Strata      | Zwyciężczyni         |
| ------- | --------- | ---- | ----------- | ---------------------------------- | ----------- | ----------- | -------------------- |
| 13.     | 14 lutego | 2006 | Pragelato   | sprint drużynowy stylem klasycznym |             |             | Czechy               |
| 58.     | 16 lutego | 2006 | Pragelato   | 10 km stylem klasycznym            | 32:22,1 min | +4:30,7 min | Kristina Šmigun-Vähi |

### Mistrzostwa świata
| Miejsce | Dzień     | Rok  | Miejscowość | Konkurencja                            | Czas biegu  | Strata      | Zwyciężczyni        |
| ------- | --------- | ---- | ----------- | -------------------------------------- | ----------- | ----------- | ------------------- |
| 64.     | 17 lutego | 2005 | Oberstdorf  | 10 km stylem dowolnym                  | 32:27,0 min | +5:59,4 min | Kateřina Neumannová |
| DSQ     | 19 lutego | 2005 | Oberstdorf  | 15 km bieg łączony                     |             |             | Julija Czepałowa    |
| 14.     | 21 lutego | 2005 | Oberstdorf  | sztafeta 4x5 km                        | 1:04:49,5 h | +7:33,8 min | Norwegia            |
| 42.     | 22 lutego | 2005 | Oberstdorf  | sprint stylem klasycznym               | 2:32,54 min |             | Emilie Öhrstig      |
| DNF     | 26 lutego | 2005 | Oberstdorf  | 30 km stylem klasycznym (start masowy) |             |             | Marit Bjørgen       |

### Zimowa Uniwersjada
| Miejsce | Dzień       | Rok  | Miejscowość | Konkurencja                            | Czas biegu  | Strata      | Zwyciężczyni         |
| ------- | ----------- | ---- | ----------- | -------------------------------------- | ----------- | ----------- | -------------------- |
| 20.     | 18 stycznia | 2003 | Tarvisio    | 5 km stylem klasycznym                 | 15:23,8 min | +1:09,4 min | Swietłana Małachowa  |
| 42.     | 20 stycznia | 2003 | Tarvisio    | sprint stylem dowolnym                 | 2:24,4 min  |             | Kirsi Perälä         |
| DNS     | 26 stycznia | 2003 | Tarvisio    | 15 km stylem dowolnym (start masowy)   |             |             | Wałentyna Szewczenko |
| 48.     | 14 stycznia | 2005 | Innsbruck   | sprint stylem dowolnym                 | 2:52,6 min  |             | Vesna Fabjan         |
| 57.     | 16 stycznia | 2005 | Innsbruck   | 5 km stylem dowolnym                   | 14:39,2 min | +1:43,0 min | Swietłana Małachowa  |
| 24.     | 22 stycznia | 2005 | Innsbruck   | 15 km stylem klasycznym (start masowy) | 54:00,7 min | +3:48,0 min | Justyna Kowalczyk    |
| 61.     | 18 stycznia | 2007 | Pragelato   | 5 km stylem dowolnym                   | 19:00,6 min | +4:27,6 min | Justyna Kowalczyk    |
| DNS     | 20 stycznia | 2007 | Pragelato   | sprint stylem dowolnym                 |             |             | Justyna Kowalczyk    |
| 43.     | 24 stycznia | 2007 | Pragelato   | 10 km bieg łączony                     | 30:21,5 min | +4:23,8 min | Justyna Kowalczyk    |
| DNS     | 26 stycznia | 2007 | Pragelato   | 15 km stylem dowolnym (start masowy)   |             |             | Olga Michajłowa      |